# Comunità montana del Pinerolese
La Comunità montana del Pinerolese era un comprensorio montano che univa 32 comuni delle Valli Chisone, Germanasca e Pellice e del territorio pedemontano intorno a Pinerolo. 

## Storia
La comunità montana accorpava dal 1º gennaio 2010 le tre ex Comunità Montane Valli Chisone e Germanasca, Val Pellice e Pinerolese Pedemontano.
L'ente è stato soppresso, insieme alle altre comunità montane del Piemonte, con la Legge regionale 28 settembre 2012, n. 11.
Alla Comunità Montana del Pinerolese sono subentrate l'Unione Montana del Pinerolese (Val Pellice e Pedemontano Pinerolese) e l'Unione Montana dei Comuni Valli Chisone e Germanasca (Valli Chisone e Germanasca).